# Psectraxylia
Psectraxylia là một chi bướm đêm thuộc họ Noctuidae.